# Station Sillian
Station Sillian is een spoorwegstation aan de Drautalspoorlijn in de gemeente Sillian (Oostenrijk-Oost-Tirol).